# 施特劳夫海恩
施特劳夫海恩（德語：Straufhain）是德国图林根州的市镇，隶属于希尔德布格豪森县。总面积为57.4平方千米，截至2023年12月31日总人口为2,677人。